# Henry Gréville

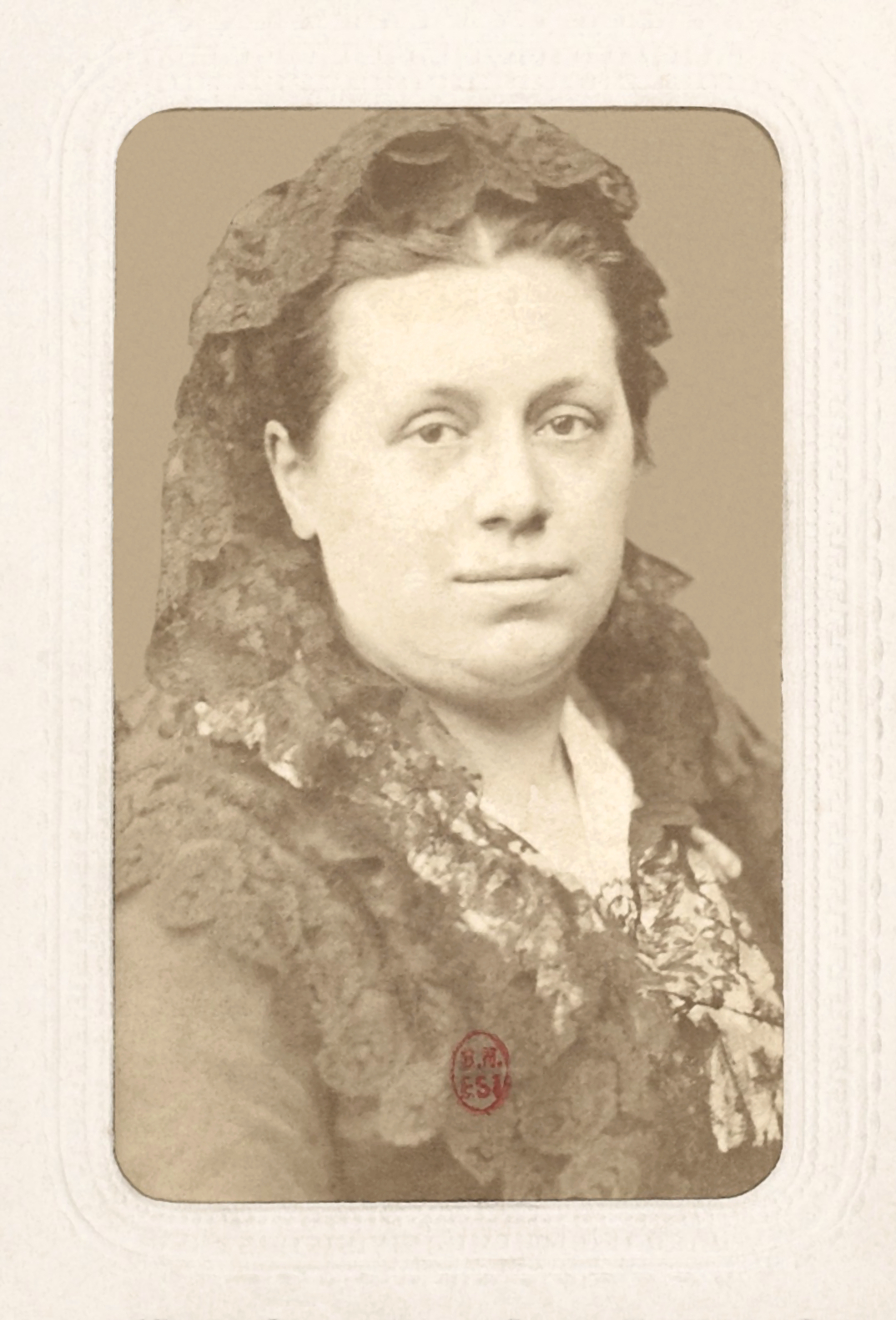
Henry Gréville, ca.1870

Henry Gréville, nome d'arte di Alice Fleury (Parigi, 12 ottobre 1842 – 1902), è stata una scrittrice francese, maritata Durand e lo pseudonimo Gréville rappresenta il luogo in cui morì suo padre, anch'egli letterato, che la indirizzò allo studio letterario e scientifico.

## Pietroburgo
Dopo la morte della madre, all'età di quindici anni si trasferì a Pietroburgo, in Russia, dove iniziò a studiare la lingua del paese. In questa città suo padre, Jean Fleury, aveva l'incarico di precettore e, in seguito, quello di professore universitario. Alice Fleury ebbe modo così di avvicinare e conoscere la società russa più colta, che sapeva parlare la lingua francese e ne studiava la letteratura. Nel 1872 fece il suo ritorno in Francia ed iniziò a pubblicare numerosi romanzi che avevano come argomento il mondo e la cultura russa, gran parte delle sue opere furono pubblicate dalla Revue des Deux Mondes. Nel 1885 una sua opera pedagogica relativa all'educazione femminile, Instruction morale et civique pour les jeunes filles, venne condannata dalla chiesa cattolica e messa nell'Indice dei libri proibiti. Morì per una congestione a Boulogne-sur-Mer.

## Romanzi
All'inizio "Henry Gréville" scrisse molte novelle, poi si dedicò ai romanzi. Il primo di questi, Dosia, ambientato in Russia, lo scrisse nel 1876 ed a questo seguì L'espiazione di Savéli. Nell'anno successivo, il 1877, essa scrisse: Attraverso i campi, La principessa Ogherof, Susanna Normis, I Kumiassine, Sonia. Nel 1879 la Gréville pubblicò: Lucia Rodey; nel 1882 Il voto di Nadia; nel 1883 Angelo, nel 1886: Il Conte Saverio, Cefisa, Niania, Nikanor, Maritiamo la figlia, La via dolorosa di Raissa, Clairefontaine, Amore che uccide, Perduta, Un violinista russo, Il romanzo d'un padre, Ariadna, Chénerol, tutti tradotti in italiano e in altre lingue. La maggior parte dei suoi romanzi, specialmente quelli che descrivono l'ambiente russo, ebbero il merito di far conoscere un popolo, con i costumi e le usanze diverse dalle nostre.